# グエン・フー・ト
グエン・フー・ト（ベトナム語：Nguyễn Hữu Thọ / 阮有壽、1910年7月10日 - 1996年12月24日）は、ベトナムの政治家。ベトナム戦争中は南部解放闘争を指導。統一後、国家主席代行、国会議長を歴任。
コーチシナのフランス語教育を受けた弁護士であり、彼はまたフランス社会党（労働者インターナショナル・フランス支部）の一員であり、ベトナム独立闘争の参加者であった。彼は、1949年にインドシナ共産党に入党したが、党員であることは秘密にしていた。1950年から1952年まで抑留。彼は1954年のジュネーヴ協定を支持したが、これはゴ・ディン・ジエム大統領の南ベトナム政府により拒絶された。その後第一次インドシナ戦争に参戦した。1954年8月、彼は「平和及びジュネーヴ協定擁護委員会」を創設した。委員会は同年11月、南ベトナム政府により壊滅・禁止され、グエン・フー・トと他の委員は警察の襲撃の後、投獄された。その後、1961年に脱獄するまでフーイエン省トゥイホアにおいて軟禁された。
レ・ズアン労働党第一書記の指示のもと、ヴォー・チ・コン（第5連区書記）とフイン・タン・ファト（解放戦線書記長）を責任者として、1961年にグエン・フー・トの救出作戦が行われた。2回失敗し、3回目に成功した。1962年2-3月、南ベトナム解放民族戦線（ベトコン）の第1回大会が開催され、グエン・フー・トは、解放戦線中央委員会幹部会議長に選出された。1965年、彼は反帝国主義演説を行い、後に小冊子として英訳出版された。これは簡単に『演説』 (SPEECH) と題し、彼の肩書は「戦線創設5周年・南ベトナム解放民族戦線諮問評議会幹部会議長（ママ）」 (President of the Presidium of the Consultative Council of the South Viet Nam [sic] National Front for Liberation on the 5th founding anniversary of the N.F.L.) とされた。1969年、彼は南ベトナム共和国臨時革命政府顧問評議会議長 に就任し、1976年に南ベトナムが北ベトナムに編入されるまで、この地位に留まった。
1976年7月の統一ベトナム国会（第6期第1回会議）において彼は国家副主席の一人に選出され、さらに1980年3月30日のトン・ドゥック・タン国家主席の死去に伴い、翌31日に主席代行に就任した。しかし1980年12月の憲法改正によって国家主席職は廃止されることとなり、1981年7月4日にチュオン・チンが国家評議会議長に就任。グエン・フー・トは国会議長に転任し、1987年まで務めた。1981年 - 1992年、国家評議会副議長を兼務。
1990年11月に来日し、明仁天皇の即位の礼に参列。その後、脳出血のため入院し、1996年12月24日夜にホーチミン市内の病院で死去した。同年12月30日、国葬が執り行われた。
国際レーニン平和賞を受賞（1983 - 84年）。